# Maria Windhager

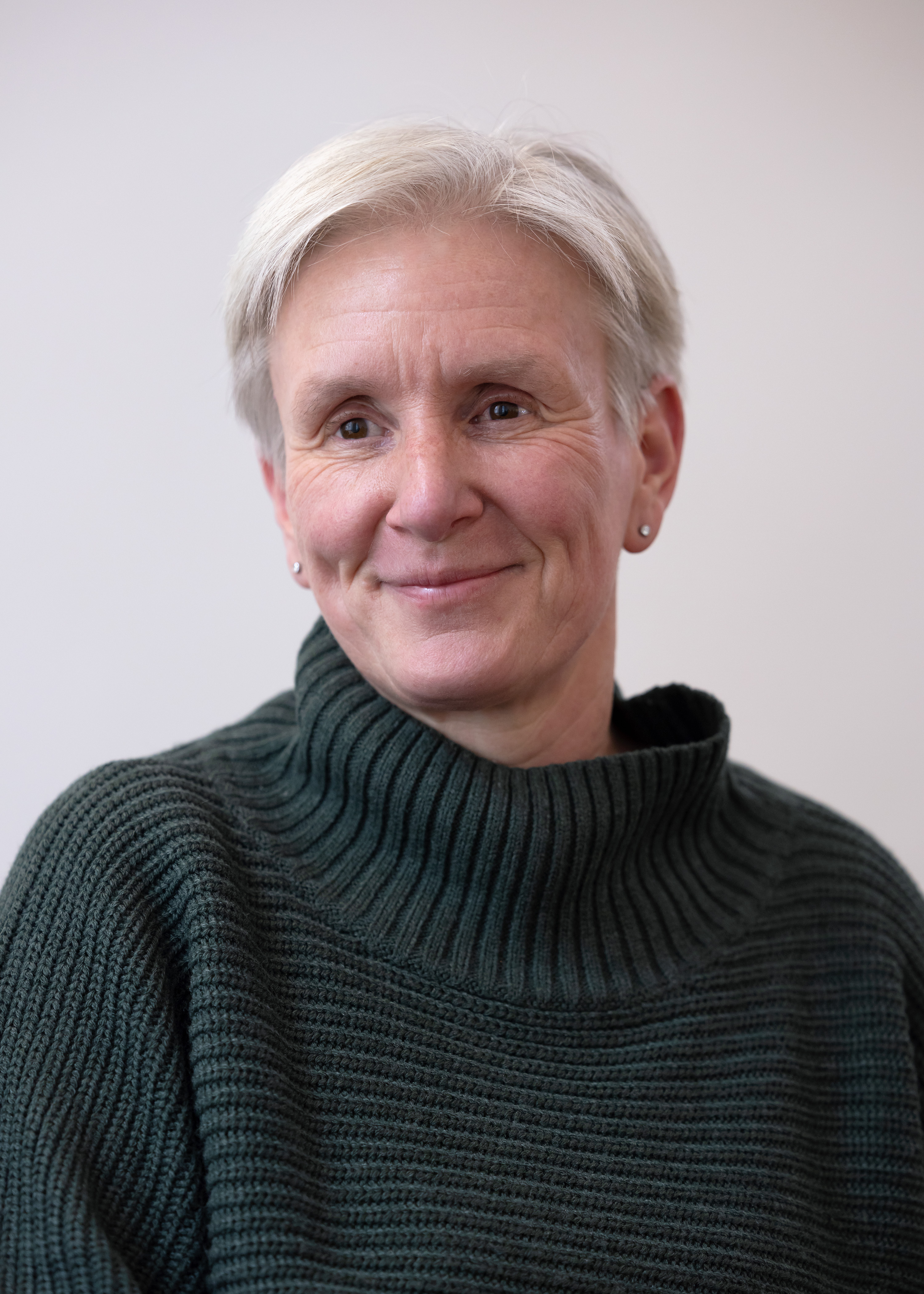
Maria Windhager (2023)

Maria Windhager (* 1967 in Linz) ist eine österreichische Juristin und auf Medienrecht spezialisierte Rechtsanwältin.

## Leben und Wirken
Maria Windhager studierte Rechtswissenschaft an der Universität Salzburg und an der Universität Wien, wo sie 2000 zur Dr. iur. promovierte. Sie arbeitet als Rechtsanwältin in den Fachgebieten Medienrecht und Persönlichkeitsschutz.
Als Medienwältin wurde sie unter anderem bekannt, weil sie über Jahre den Standard-Verlag vertrat. Dieses Beratungsmandat beendete sie im Februar 2024. In einem Musterprozess erwirkte sie 2019 für ihre Mandantin Eva Glawischnig ein viel beachtetes Urteil des Europäischen Gerichtshofes, der feststellte, dass Facebook international verpflichtet werden kann, Hasspostings zu löschen. Helge Fahrnberger, den Gründer von kobuk.at vertrat sie erfolgreich gegen eine Beleidigungsklage des Boulevardjournalisten Richard Schmitt. Fahrnberger darf somit weiterhin die Behauptung tätigen: „Wenn der Richard Schmitt was schreibt, ist die Wahrscheinlichkeit, dass es nicht stimmt, recht hoch. Wenn's um Verkehr geht, steigt sie gegen 100%.“ Windhager vertritt auch die Grüne Abgeordnete Sigrid Maurer im Kampf gegen Hasspostings. Zudem erwirkte sie mehrfach Urteile zur Stärkung des Opferschutzes von Kindern in Medien.
Maria Windhager lebt und arbeitet in Wien.

## Funktionen und Mitgliedschaften
Maria Windhager ist bzw. war Mitglied in folgenden Institutionen
- Rechtsanwaltskammer Wien
- Publizistikbeirat (2000–2005)
- ORF-Publikumsrat (1998–2004)
- Juridikum: Chefredakteurin 1991–2000, Mitherausgeberin 2000–2003, derzeit wissenschaftlicher Beirat